# Beek (Hamme)
Die Beek ist ein rechter Nebenfluss der Hamme im Teufelsmoor in Niedersachsen mit sehr leichter Strömung und mündet zwischen Melchers Hütte und Neu-Helgoland. Die Quelle des Hauptzuflusses befindet sich in Bornreihe in der Gemeinde Vollersode in einer Höhe von 7 m ü. NN. Von dort fließt die Beek durch die Ortschaft Verlüßmoor und wird erst bei der Straßenbrücke der L153 in der Ortschaft Teufelsmoor für Kanus befahrbar, da vorher ab 2017 ein Vogelnaturschutzgebiet eingerichtet wurde, was das Befahren jetzt ganzjährig verbietet. An der Brücke der L153 hat die Beek eine Höhe von noch 1,4 m ü. NN.
Die letzten zwei Kilometer der Beek – vom Breiten Wasser bis zur Mündung – sind der letzte naturnahe Flusslauf der Hammeniederung; breite Ausbuchtungen unterscheiden die Beek hier von anderen begradigten Flussläufen.
Das Gebiet eignet sich sehr gut zur Vogelbeobachtung: Graureiher und Kranich sind keine Seltenheit, aber auch Kiebitz, Großer Brachvogel und andere seltene Arten können hier gefunden werden. Von Bargschütt aus (etwa 5,4 km vor der Mündung) kann man Spaziergänge ins Naturschutzgebiet Torfkanal und Randmoore unternehmen.
Auskünfte zur Ökologie des Flusses können von der Biologischen Station Osterholz (BIOS) in Osterholz-Scharmbeck eingeholt werden. Er ist vom 16. Oktober bis 30. April für Wassersportler und Wasserwanderer gesperrt, da die Beek ein beliebter Winterrastplatz für Zugvögel ist. Das zum Naturschutzgebiet Hammeniederung gehörende Breite Wasser ist ganzjährig gesperrt.